# Димитрије Најдановић
Димитрије Најдановић (Крагујевац, 7/20. јун 1897 — Вустер, 24. март 1986) био је српски теолог, књижевник, протојереј-ставрофор Српске православне цркве и ванредни професор Православног богословског факултета Универзитета у Београду. Био је истакнути припадник Југословенског народног покрета Збор.

## Биографија

### Младост
Рођен је у породици која је припадала средњем сталежу. Његов отац је био строг и пријатан учитељ, а мајка побожна домаћица. У родном месту је завршио основну школу, а његово школовање је омео Први светски рат.

### Међуратни период
Завршио је Богословију „Светог Саве“ и Богословски факултет у Београду. Између 10. децембра 1921. године и 2. октобра 1924. године је био асистент за историју религије на Православном богословском факултету Универзитета у Београду, али је то место напустио по сопственој молби. Похађао је студије историје и филозофије на Филозофском факултету Универзитета у Београду од 1935. до 1938. године. У том периоду постаје близак са професором Веселином Чајкановићем, на чији предлог постаје члан Југословенског народног покрета Збор.
Одлази на докторске студије филозофије на Универзитету Фридрих Вилхелм у Берлину 1939. године, код професора Николаја Хартмана и Едварда Шпрангера. Докторирао је 1940. године са тезом „Философија историје Имануела Хермана Фихтеа”. По повратку у Краљевину Југославију, све до Априлског рата, предавао је веронауку у Четвртој мушкој реалној гимназији у Београду.
У часопису Хришћанска мисао је објавио запажен текст „Суморне тезе у облику апела цркви“ у којем је сумирао духовно стање у Краљевини Југославији и указао да је комунизам најопаснији непријатељ Цркве:
Црква данас нема опаснијег непријатеља од комунизма. Сви су разлози, а највише дух и смисао постојања цркве, да одлучно ступи у борбу против комунизма. Борба се мора повести одмах и одлучно.

### Други светски рат
Од 3. новембра 1941. године је радио у Министарству просвете Владе народног спаса. За ванредног професора на катедри Хришћанске етике Православног богословског факултета Универзитета у Београду изабран је 25. јануара 1943. године и предавао је Увод у философију са историјом философије.
У логору за преваспитавање комунистичке омладине у Смедеревској Паланци, који је основала Недићева квислиншка влада за преваспитавање комуниста ученика средњих школа, а који се налазио под надлежношћу Министарства просвете, Најдановић је држао идеолошка предавања, а предавања су држали и Димитрије Љотић, Велибор Јонић, Ђоко Слијепчевић, Хрвоје Магазиновић и Ратко Парежанин.
Критиковао је неутралан став Српске православне цркве по питању комунистичког покрета отпора и оптужио је да допушта да је „црвени демонизам" нагриза изнутра.

### Емиграција и смрт
Са супругом Јеленом је емигрирао у Аустрију 1944. године, уочи ослобођења Београда. Једно време су провели у логору у Линцу, а затим одлазе у Рим. Уз препоруку патријарха српског Гаврила V одлазе у Енглеску 1947. године. У емиграцији је предавао догматику, хришћанску апологетику и етику на Дорчхестер колеџу, који је уступљен Српској православној цркви, а био је и његов декан. Међу његовим студентима су били Веселин Кесић и Иринеј Ковачевић, потоњи епископ америчко-канадски и митрополит новограчанички.
Од 1948. до 1960. године је био и парох Дарбија, када одлази у Монтреал. Тамо је у новој парохији откупио кућу и преуредио је у храм Свете Тројице, а отворио је и простор за дружење српских емиграната. Одлази у Њујорк 1967. године, да би се касније одселио у Вустер ради лечења. Све време је активно радио на окупљању такозване љотићевске емиграције, односно бивших припадника ЈНП Збор и Српског добровољачког корпуса. Афирмативно је писао о лику и делу Димитрија Љотића.
Умро је 24. марта 1986. године у Вустеру. Сахрањен је 28. марта 1986. године на манастирском гробљу манастира Светог Саве у Либертивилу.

## Дела
- Блажени и блаженства, 1965;
- Три српска великана - Његош, Јакшић, Велимировић, Минхен 1975;
- Светосавље, Београд 2000;
- Философија историје Имануела Хермана Фихтеа и други списи из философије, богословља и књижевности, Фонд истине о Србима, Београд 2003.